# تلسکوپ بزرگ آفریقای جنوبی

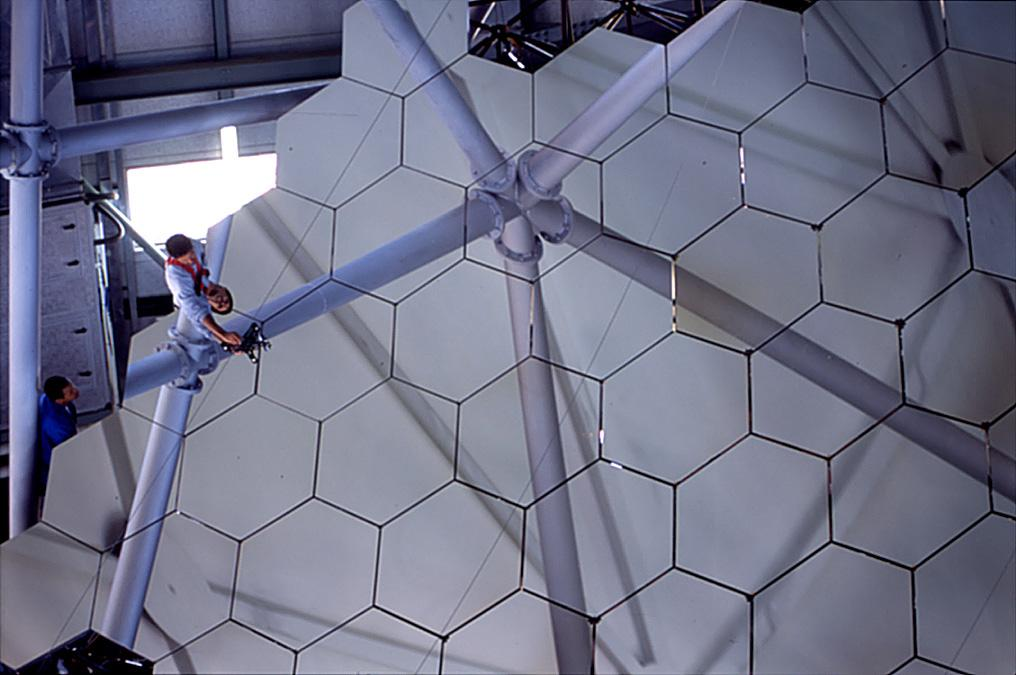
شبکه آیینه‌های موزاییکی این تلسکوپ در این تصویر بخوبی نمایان است.

تلسکوپ بزرگ آفریقای جنوبی (به انگلیسی: South African Large Telescope) نام بزرگ‌ترین و قوی‌ترین تلسکوپ نوری واقع در رصدخانه آفریقای جنوبی است که در نزدیکی شهر ساترلند در آفریقای جنوبی قرار گرفته است.
این تلسکوپ متشکل از ۹۱ آیینه شش وجهی است که به‌طور مرکب تشکیل یک شبکه کندویی (mosaic) داده که قطر آن ۱۱ متر و صد سانتیمتر است.
تعداد زیادی دانشگاه در استفاده از این تلسکوپ شریک هستند.